# Rue du Cardinal-Lemoine
La rue du Cardinal-Lemoine  est une voie du 5e arrondissement de Paris. Elle s'étend de la Seine à la place de la Contrescarpe.

## Situation et accès
La rue du Cardinal-Lemoine débute au no 17, quai de la Tournelle et se termine au no 1, place de la Contrescarpe.
Elle est desservie par la ligne 10 à la station Cardinal Lemoine.
Voies rencontrées
La rue du Cardinal-Lemoine croise les voies suivantes, dans l'ordre des numéros croissants, c'est-à-dire depuis le quai de la Tournelle jusqu'à la place de la Contrescarpe (« g » indique que la rue se situe à gauche, « d » à droite) :
- boulevard Saint-Germain (g) (d)
- rue des Chantiers (g)
- cité du Cardinal-Lemoine (d)
- Rue des Écoles (d); rue Jussieu (g)
- rue Monge ; rue des Boulangers (g)
- rue Clovis (d)
- rue Rollin (g)

## Origine du nom
Elle porte le nom du cardinal français Jean Lemoine (1250-1313), cardinal-légat du pape Boniface VIII, car cette rue a été ouverte sur le terrain qui formait autrefois l'enclos du collège de ce nom fondé en 1302.

## Historique

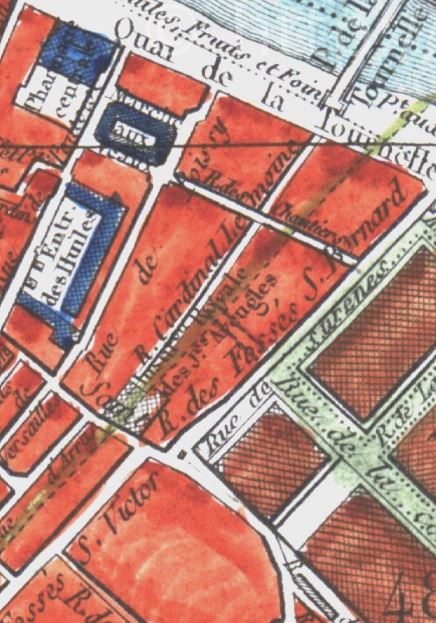
Rue Cardinal Lemoine (avant son extension) - plan de Paris d'Ambroise Tardieu - 1839.
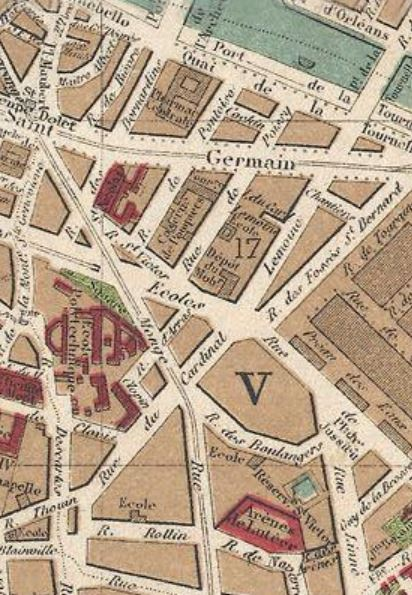
Rue du Cardinal Lemoine - plan de Paris Hachette 1894.

Si la rue présente de si différents aspects, elle le doit à la réunion de trois rues ou tronçons de rues depuis 1868, autrefois bien distincts :
- la « rue du Cardinal-Lemoine » d'origine, entre le quai de la Tournelle et la rue des Écoles, percée au début du XIXe siècle à l'emplacement du collège du même nom, fondé au XIIIe siècle et supprimé à la Révolution ;
- la plus grande partie de l'ancienne rue des Fossés-Saint-Victor, entre la rue des Écoles et la rue Thouin. Il s'agit, comme son nom le suggère, d'une rue créée à l'emplacement des fossés de l'enceinte de Philippe Auguste, lors de la démolition de celle-ci à la fin du XVIIe siècle ;
- une moitié de l'ancienne rue de la Contrescarpe, entre la rue Thoin et la place de la Contrescarpe, l'autre moitié étant devenue la rue Blainville[1]. Cette portion fait partie du quartier Mouffetard, où la densité de restaurants est forte.

Cette rue ne laisse pas deviner derrière de simples portes cochères la qualité des villas, piscines et jardins, proches et cachés des passants.

## Bâtiments remarquables et lieux de mémoire
En se déplaçant de son début, quai de la Tournelle jusqu'à la place de la Contrescarpe.

### Entre la Seine et la rue des Écoles
- Au début de la rue, au coin du quai de la Tournelle, se trouve La Tour d'Argent, un restaurant renommé pour sa gastronomie française (et son canard au sang, en particulier). La vue sur la Seine et la cathédrale Notre-Dame y est exceptionnelle, depuis qu'un sixième étage avec de grandes baies vitrées a été ajouté à l'immeuble en 1936. Ce restaurant est la propriété de la famille Terrail depuis 1911.
- No 2 : l'écrivain et poète Paul Verlaine (1844-1896) habita ici, d'août 1870 à août 1871, juste après avoir épousé sa femme Mathilde le 11 août 1870.
- No 14 : se trouve un très bel immeuble du XVIIIe siècle.
- No 24 : dans un bâtiment construit dans les années 1930 se trouve le collège Rognoni (appelé également « École des enfants du spectacle »). Collège atypique, il accueille moins de 250 élèves, du CM1 à la 3e, en proposant des horaires aménagés qui autorisent ces élèves sélectionnés sur concours de pratiquer une activité intensive, artistique ou sportive.
- Situé au no 28 dans un des anciens bâtiments du collège du Cardinal-Lemoine, le Paradis latin est un cabaret de music-hall construit en 1802. La salle de 720 places a été reconstruite en 1973, selon des plans originaux de Gustave Eiffel. La construction en biais du bâtiment s’explique par la présence de l’enceinte de Philippe Auguste[2].
- No 30 : matériel (céramique, objets métalliques, cuirs) retrouvés dans le canal de Bièvre et ayant fait l'objet d'un inventaire avec publication[3].
- No  30 bis (sous-sols) : restes de l'arche de l'enceinte de Philippe Auguste qui permettait à la rivière Bièvre de franchir l'enceinte pour entrer dans Paris.

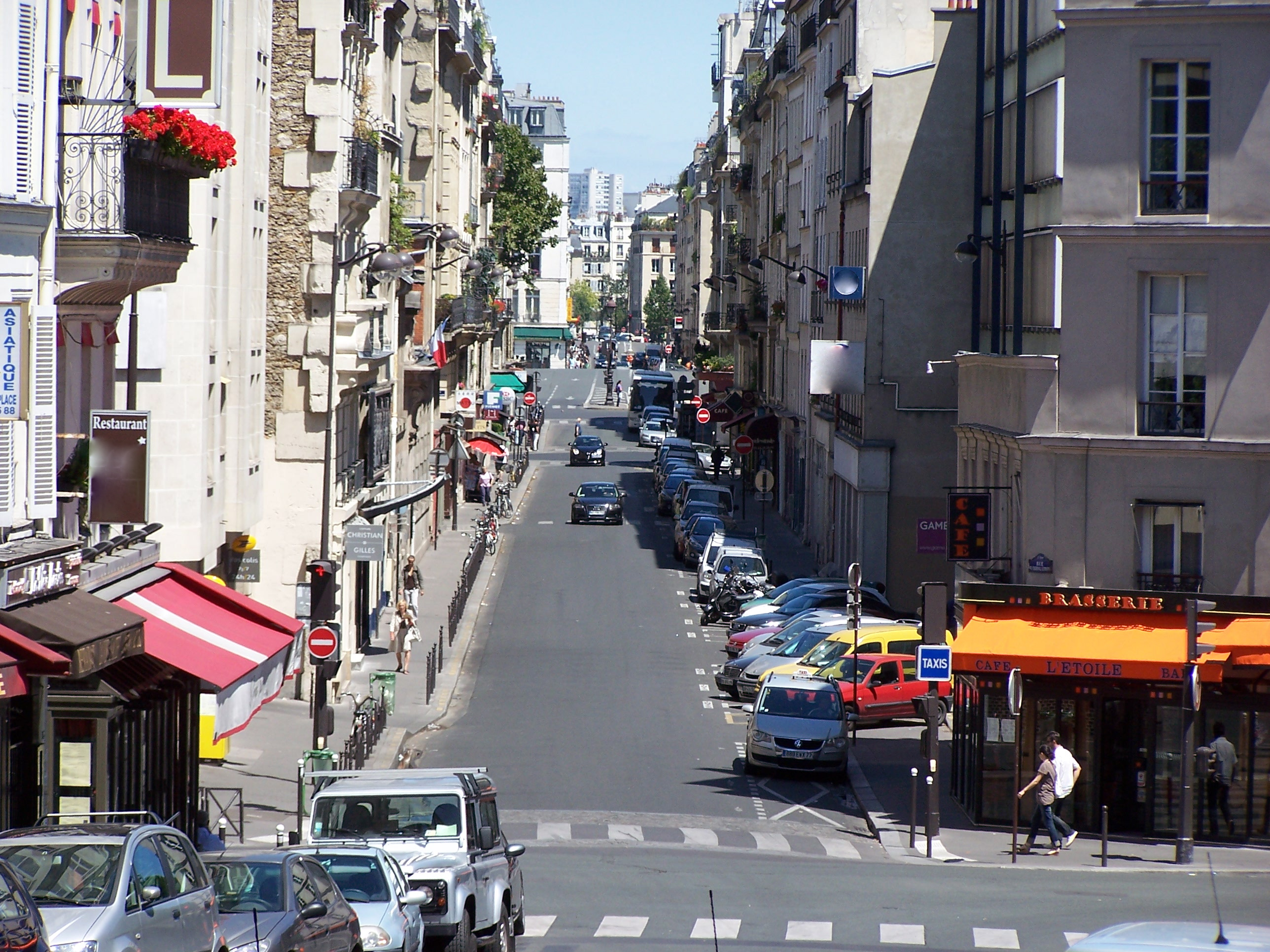
La première portion de la rue en direction de la Seine.
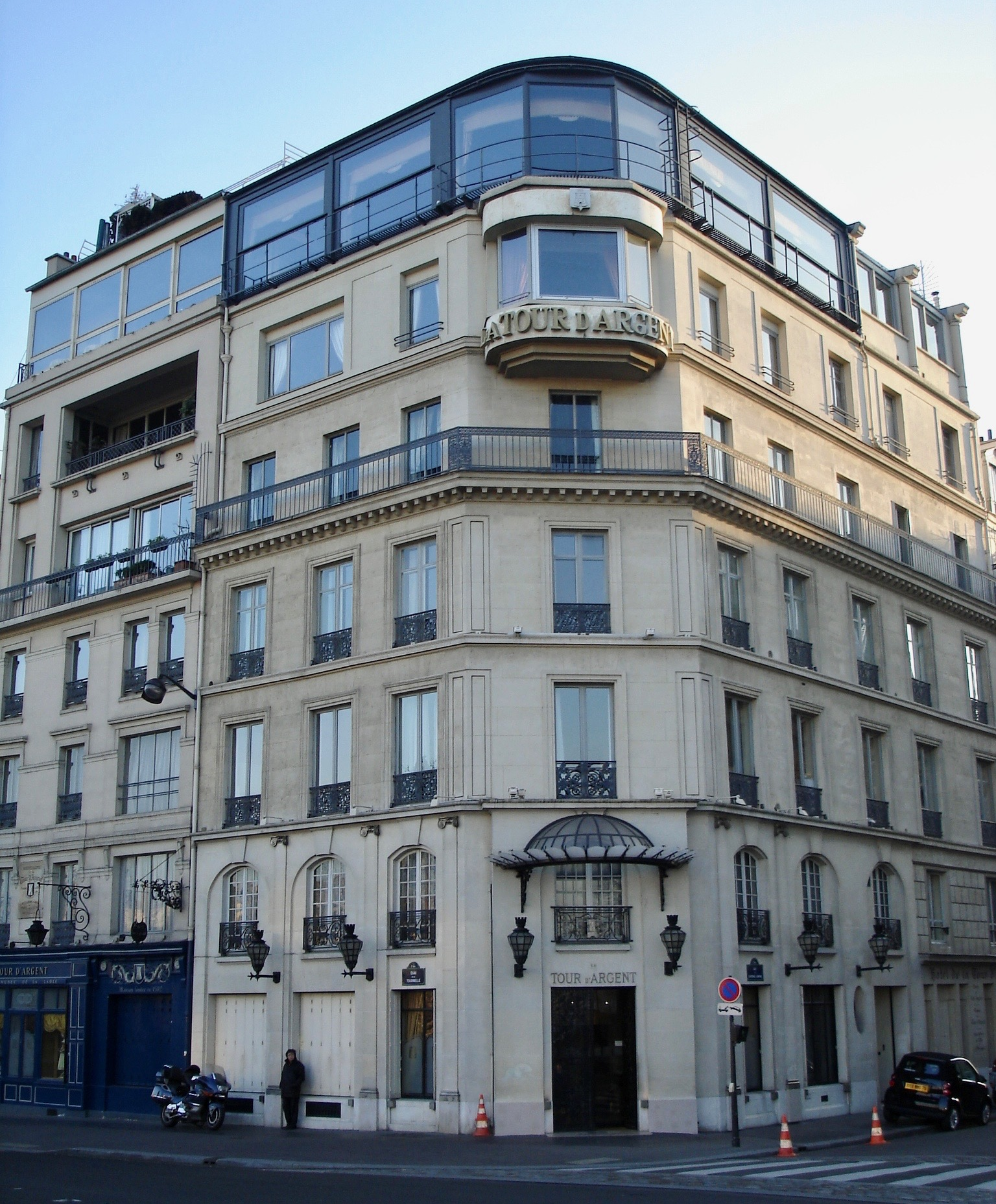
Le restaurant La Tour d'Argent.
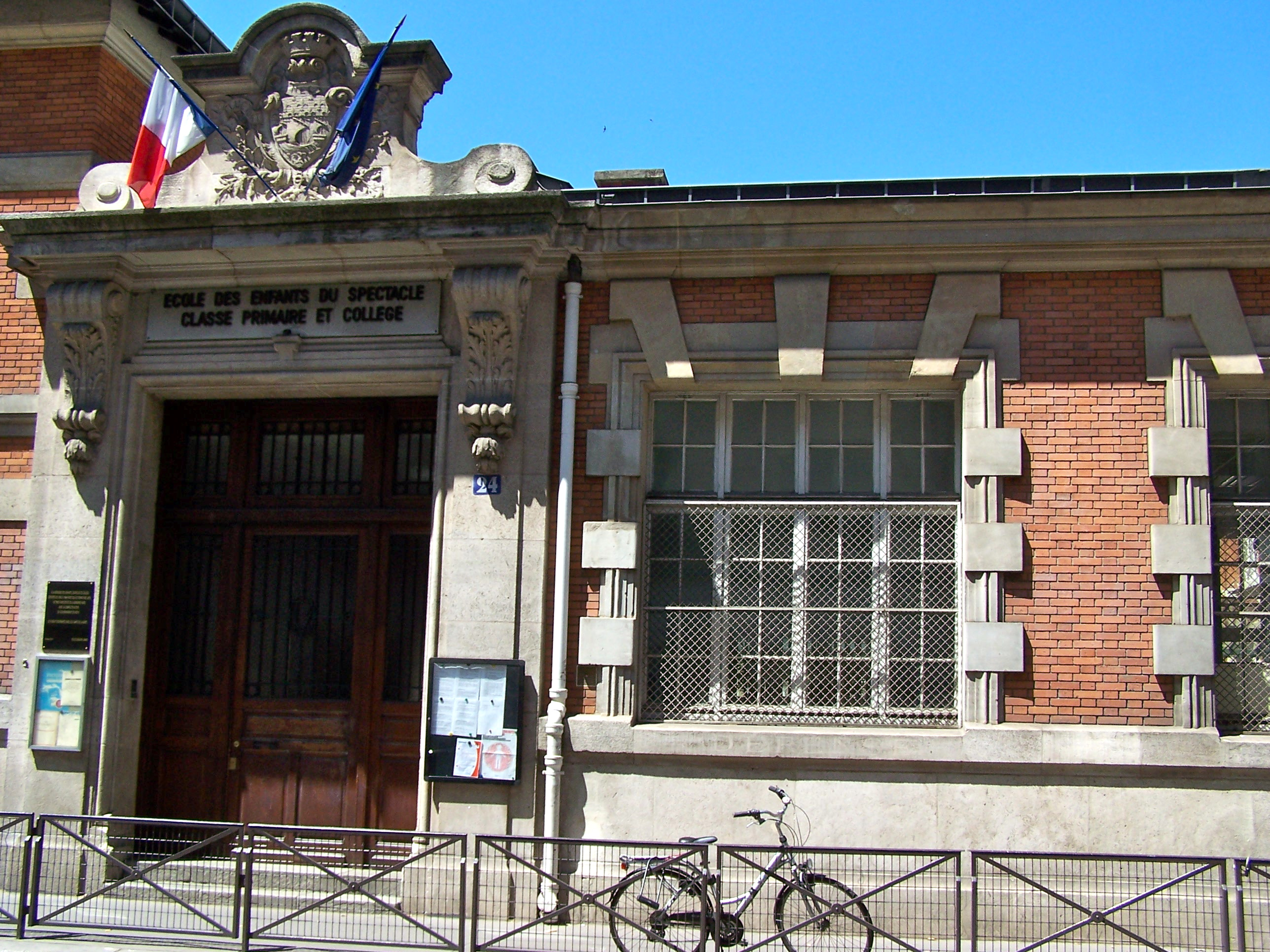
Au no 24, l'École des enfants du spectacle.
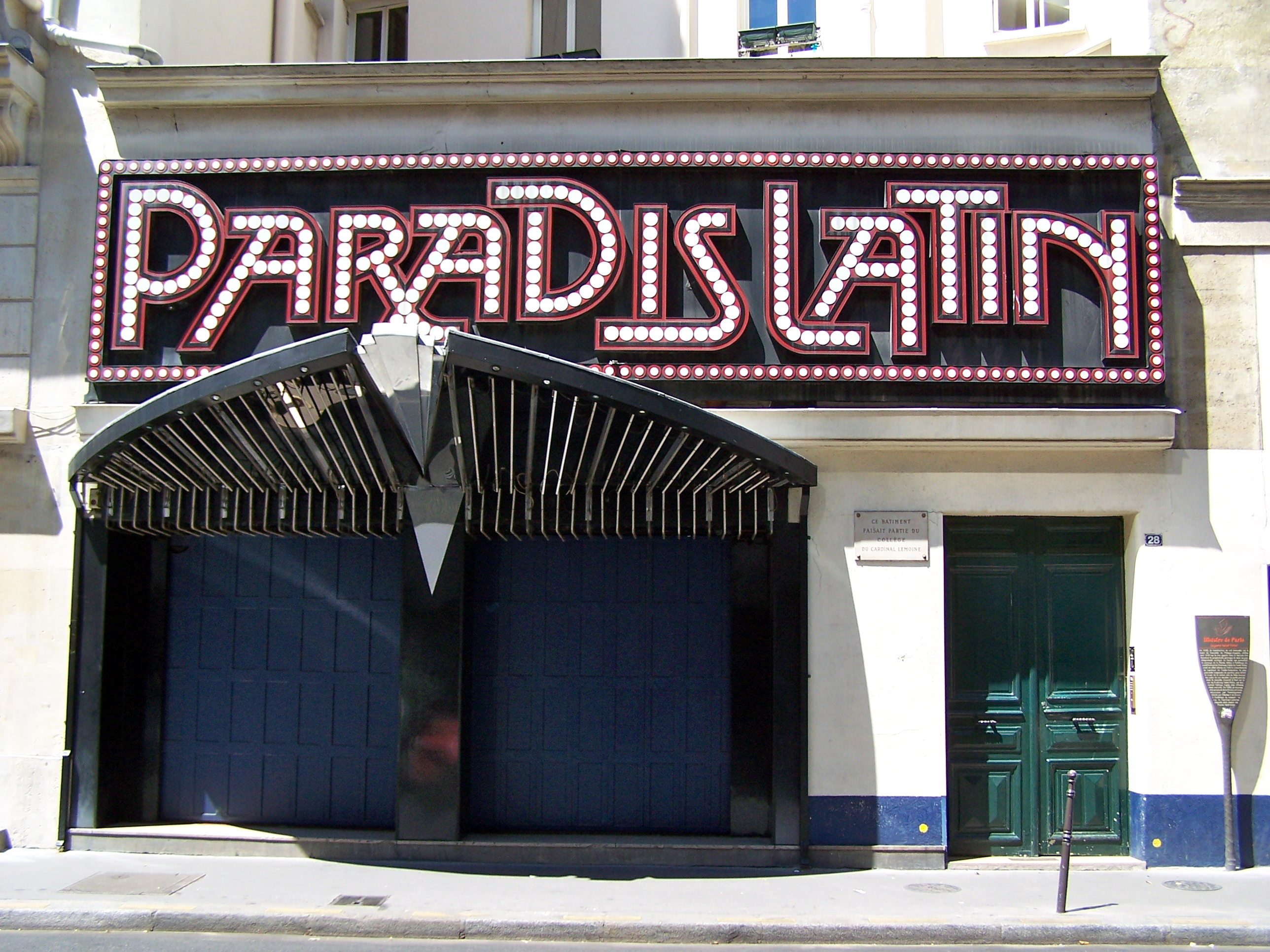
Au no 28, le cabaret le Paradis latin.
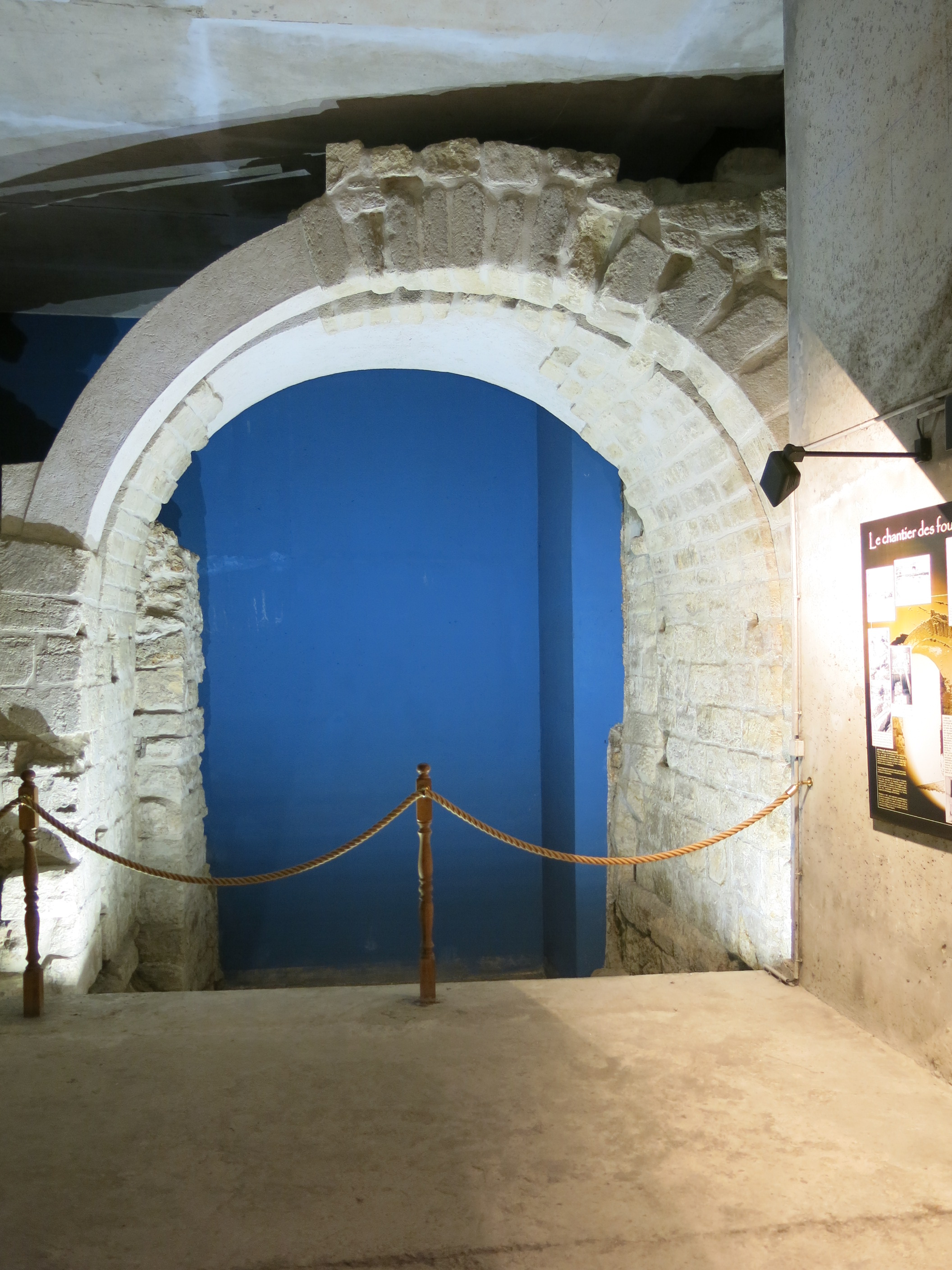
Au no 30 bis, restes de l'arche de l'enceinte de Philippe Auguste.

### Entre la rue des Écoles et la rue Monge

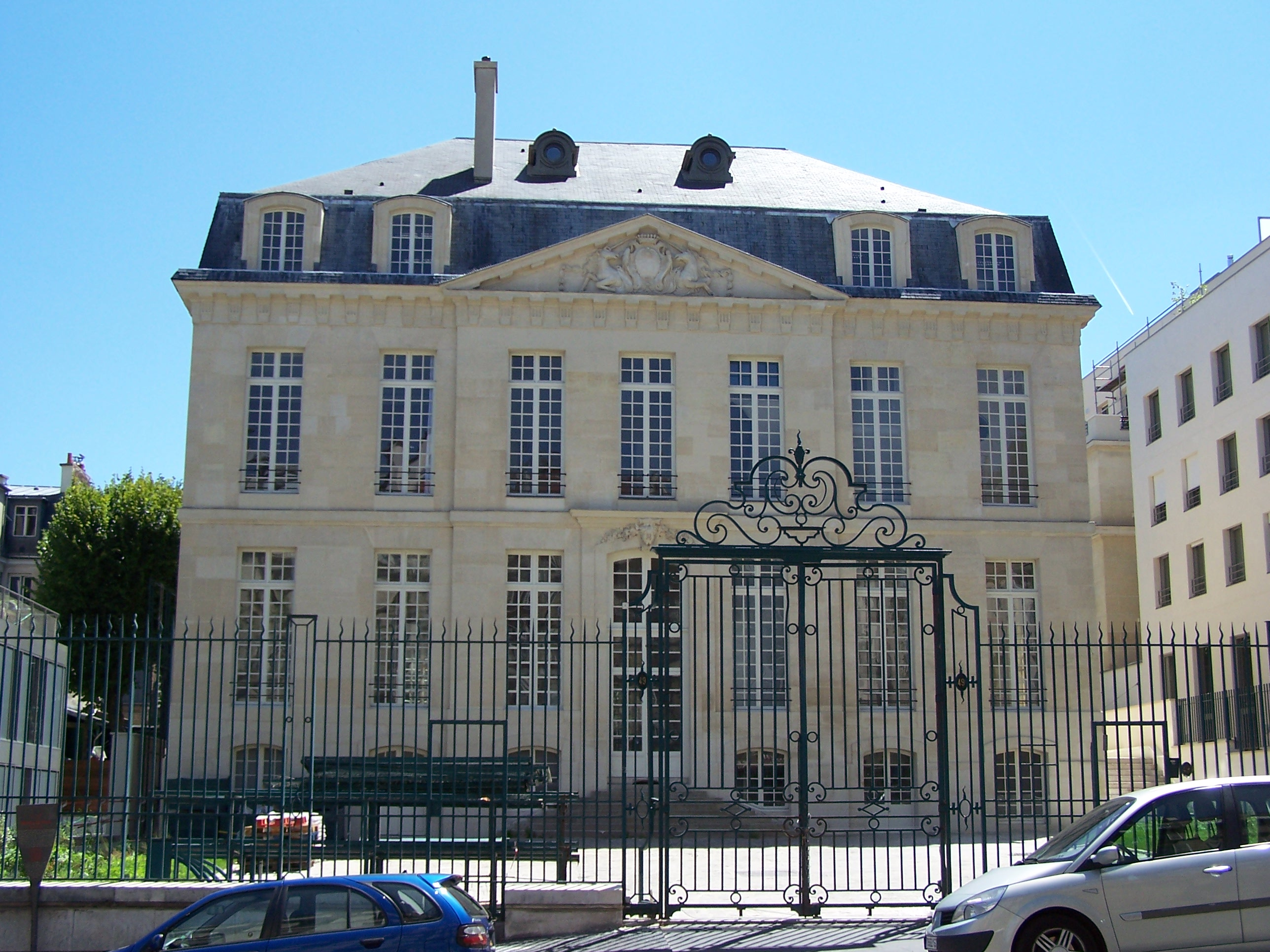
Au no 49, l'hôtel Le Brun, où vécurent Watteau puis Buffon.

- Au no 47 de la rue se trouve l'hôtel Le Brun. Cet hôtel particulier a été construit en 1701 par Nicolas Saint-Denis, maître-maçon, sous la direction de l'architecte Germain Boffrand, élève de Jules Hardouin-Mansart. Destiné à Charles II Le Brun, auditeur à la Cour des comptes, neveu et légataire universel du peintre Charles Le Brun, il a été construit en respectant la règle du nombre d'or de l'architecte romain Vitruve. Watteau y passa les trois dernières années de sa vie de 1718 à 1721. Buffon, intendant du Jardin du roi depuis 1739, y emménage en 1766. La façade sur cour possède un avant-corps simple avec une légère saillie. Le fronton est sculpté. Le jardin est fermé par une grille et un portail en fer forgé côté rue et par une treille sur tous ses côtés. À l'avant, il possède une belle cour pavée et à l'arrière un jardin à la française. Le bâtiment a été occupé par la direction de l'OPAC de Paris jusqu'en 2008. Les façades sur cour et sur jardin ont été inscrites à l'inventaire supplémentaire des monuments historiques le 1er février 1955[4]. Actuellement, cet hôtel particulier appartient au groupe de presse De Particulier à Particulier qui a entrepris un travail de restauration des façades et de la toiture.

### Entre la rue Monge et la place de la Contrescarpe
- Enceinte de Philippe Auguste. Il ne reste plus que de très courtes parties du mur d'enceinte. Celles-ci ne sont guère visibles et généralement situées dans les cours des immeubles. Tous ces murs sont classés monuments historiques depuis 1889. Ils sont visibles aux nos 17-19, 38-40-42, 48-50 et 60 à 68. Les vestiges des nos 48-50 sont visibles rue Jacques-Henri-Lartigue, nom de l'impasse débouchant sur la rue du Cardinal-Lemoine.

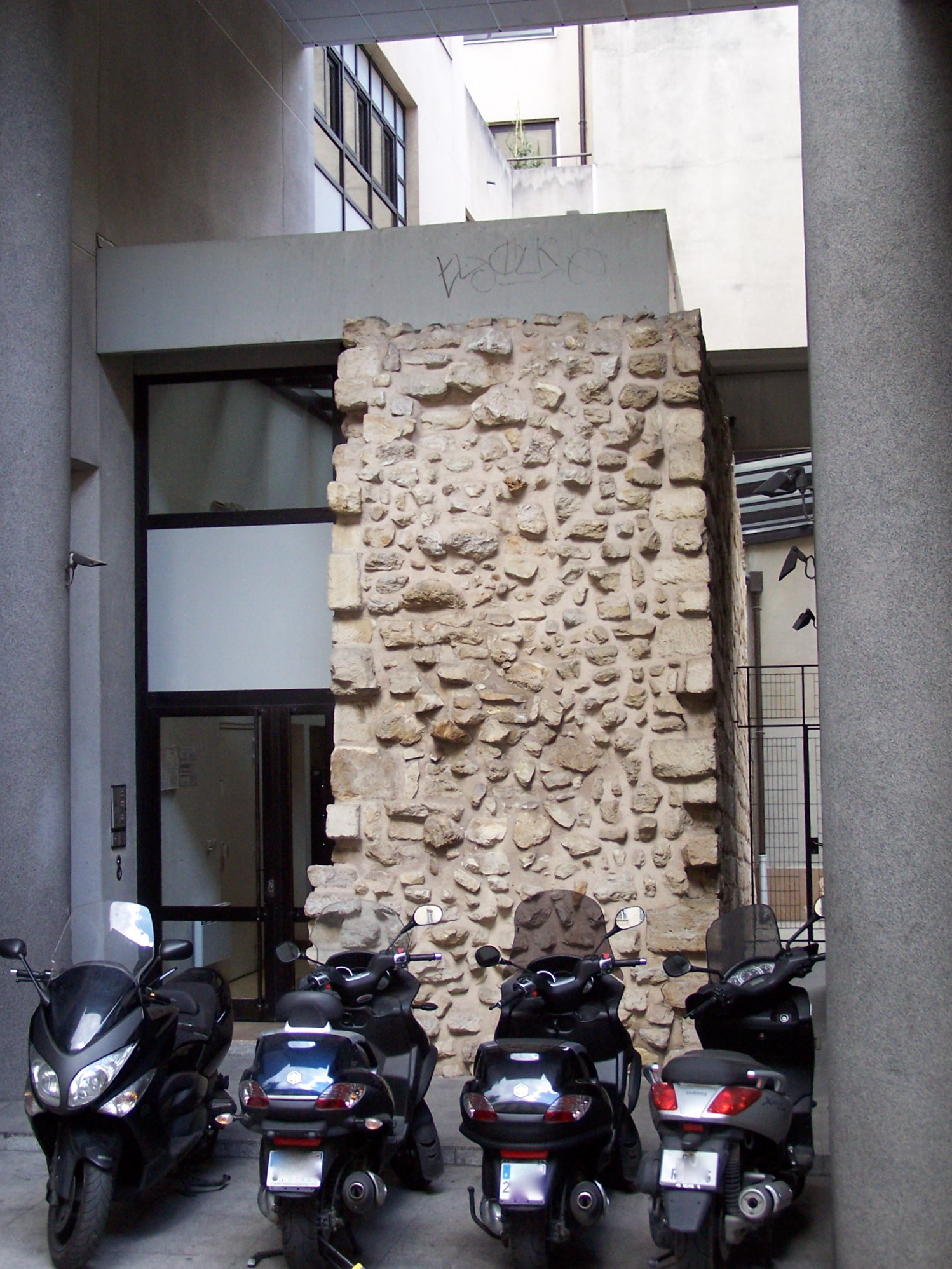
Vestiges de l'enceinte de Philippe Auguste aux nos 48-50.
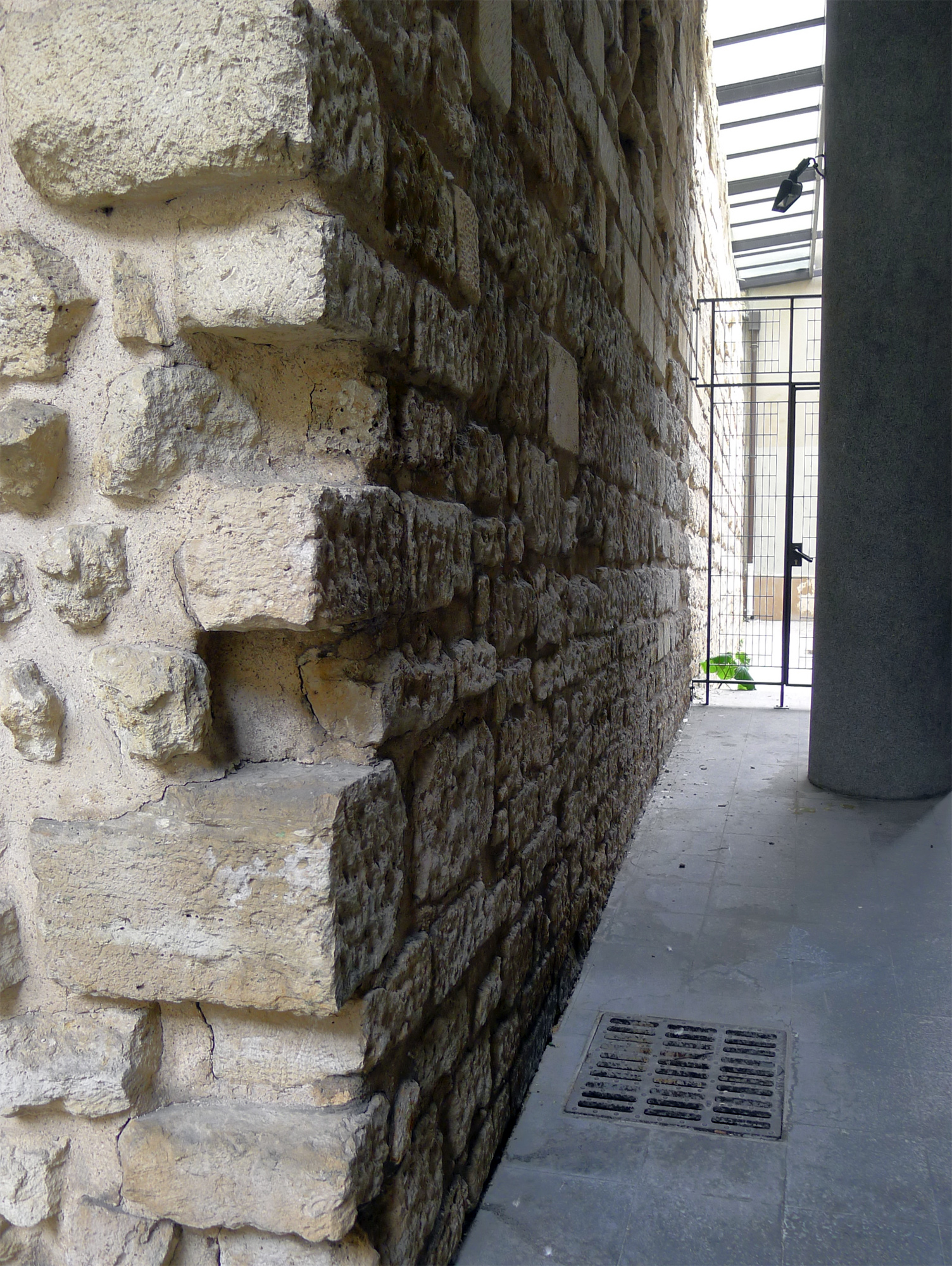
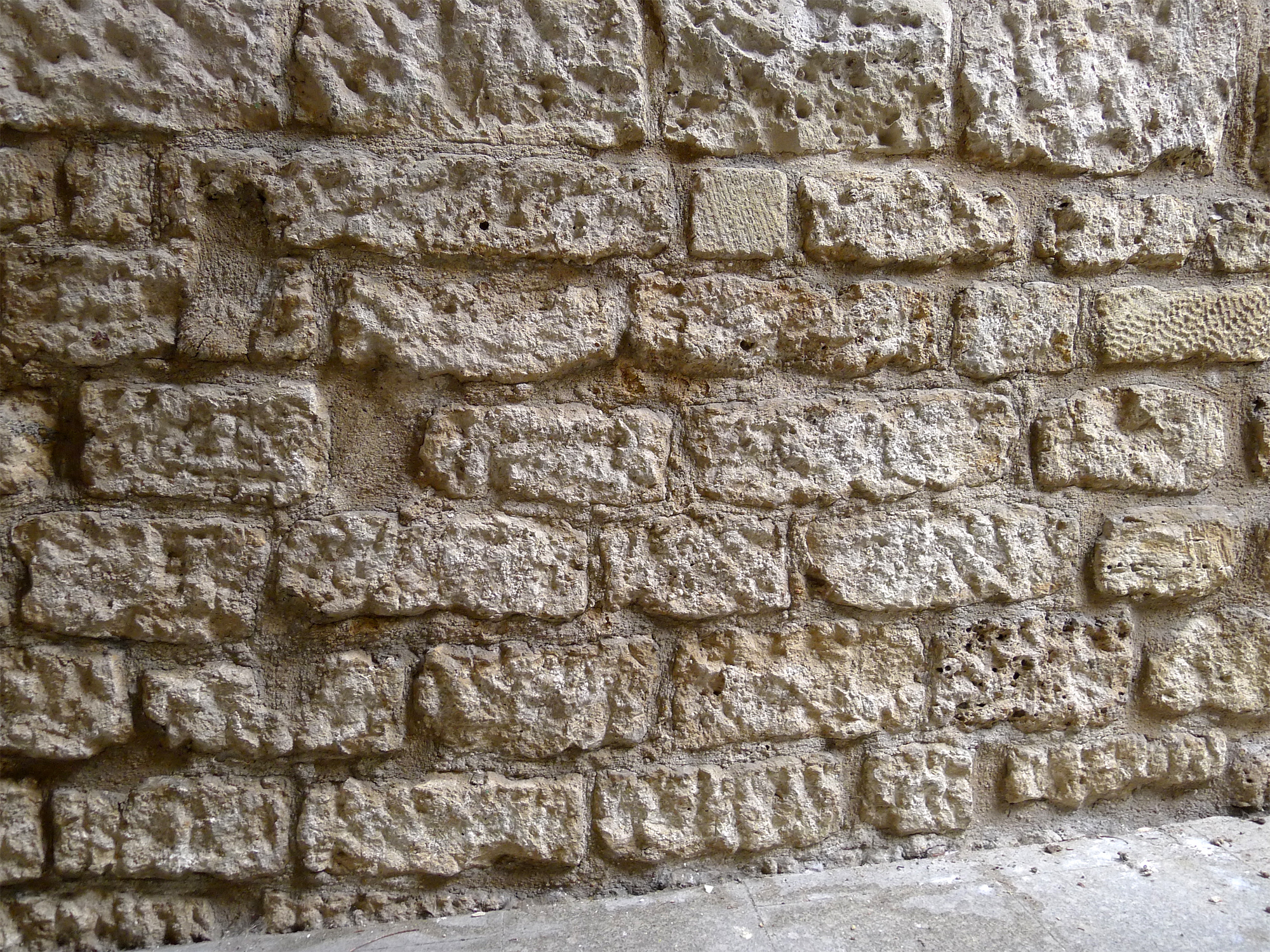

- no 48 : bibliothèque des littératures policières, centre Paris Anim' Arras et caserne de la brigade de sapeurs-pompiers de Paris.
- nos 52-58 : façade arrière de l'ancienne École polytechnique. Institut des civilisations du Collège de France.

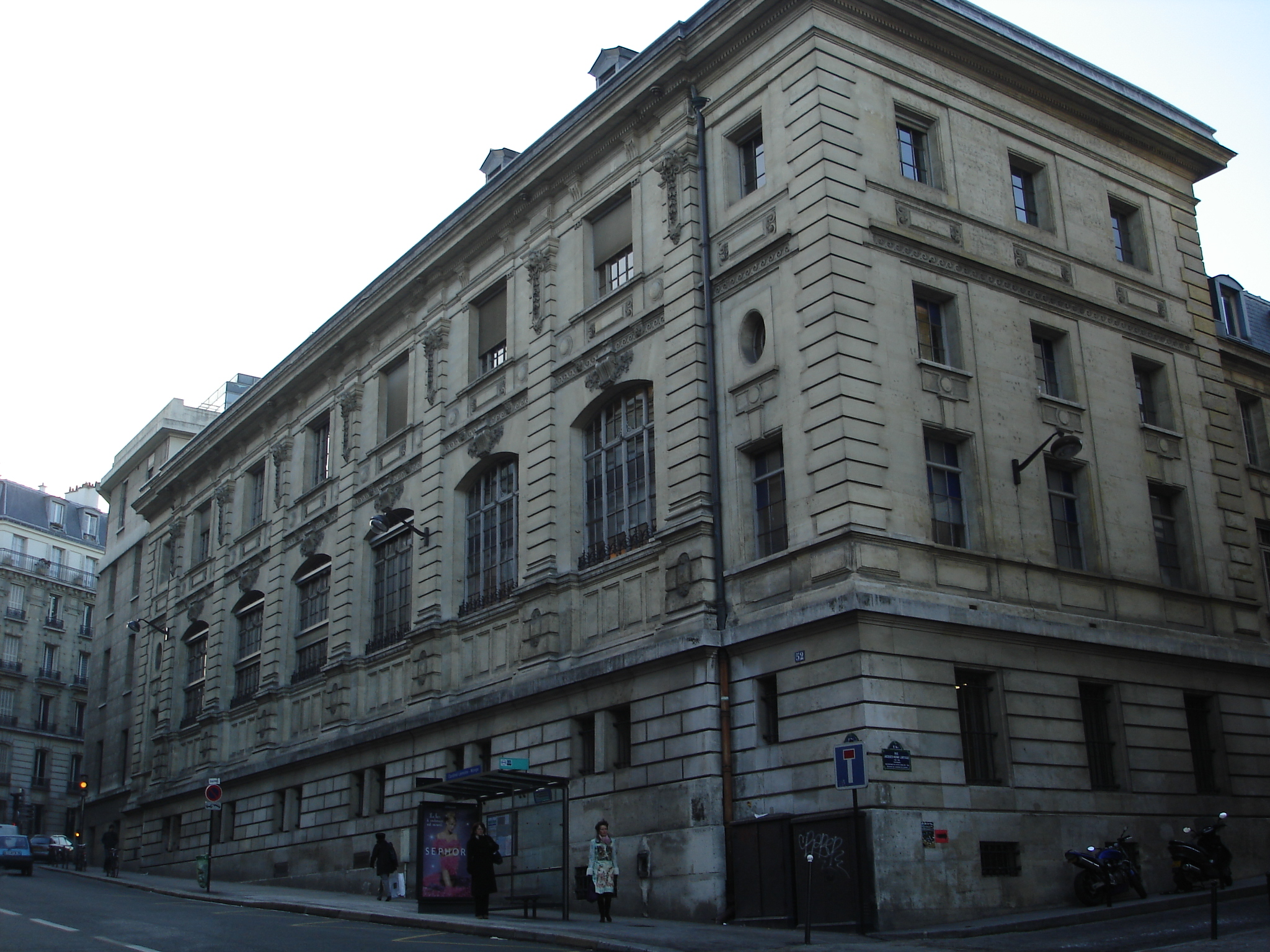
Façade arrière de l'ancienne École polytechnique.

- nos 61-63 : emplacement du couvent des Augustines anglaises de Notre-Dame de Sion, dans lequel séjournèrent Jean-Antoine de Baïf, Pierre de Ronsard et George Sand[2].
- Situé au no 65 de la rue, le collège des Écossais est un bâtiment datant de 1662, dont la particularité est de posséder deux façades empilées l'une sur l'autre. Cette étrangeté est due à un nivellement de la rue en 1685, postérieur à la construction de l'édifice, et qui a eu pour conséquence également que la cour de l'école se trouve au premier étage du bâtiment. Les anciens bâtiments de l'École polytechnique sont occupés à présent par le ministère de l'Enseignement supérieur et de la Recherche, bien que l'immeuble de la rue du Cardinal-Lemoine soit en fait occupé par les centres d'études byzantines et orientales du Collège de France. L'arrière des bâtiments donnent sur la rue du Cardinal-Lemoine (nos 48 à 58).
- Blaise Pascal vécut au no 67, y rejoignant sa sœur malade en 1662 après avoir habité rue Monsieur-le-Prince.

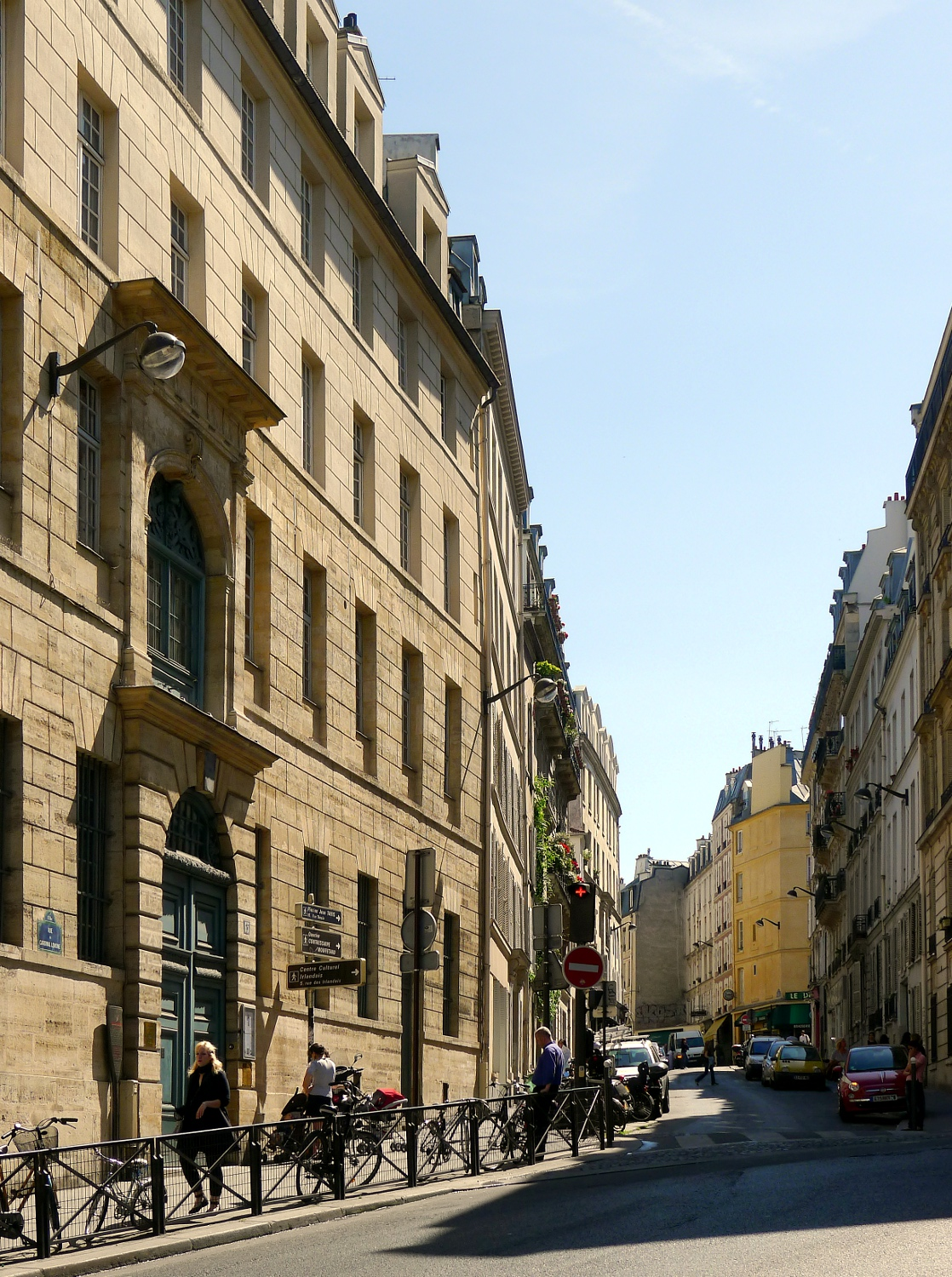
Le collège des Écossais au no 65.
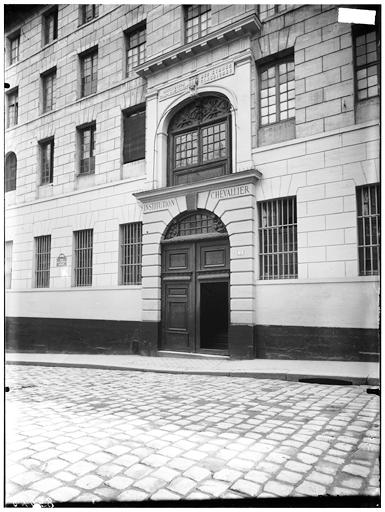
La double porte en hauteur.

- no 71 : Le poète et romancier Valery Larbaud y vécut de 1919 à 1937. L'écrivain britannique James Joyce y a été accueilli par Valery Larbaud et y a achevé son roman Ulysse ; des plaques commémoratives leur rendent hommage.

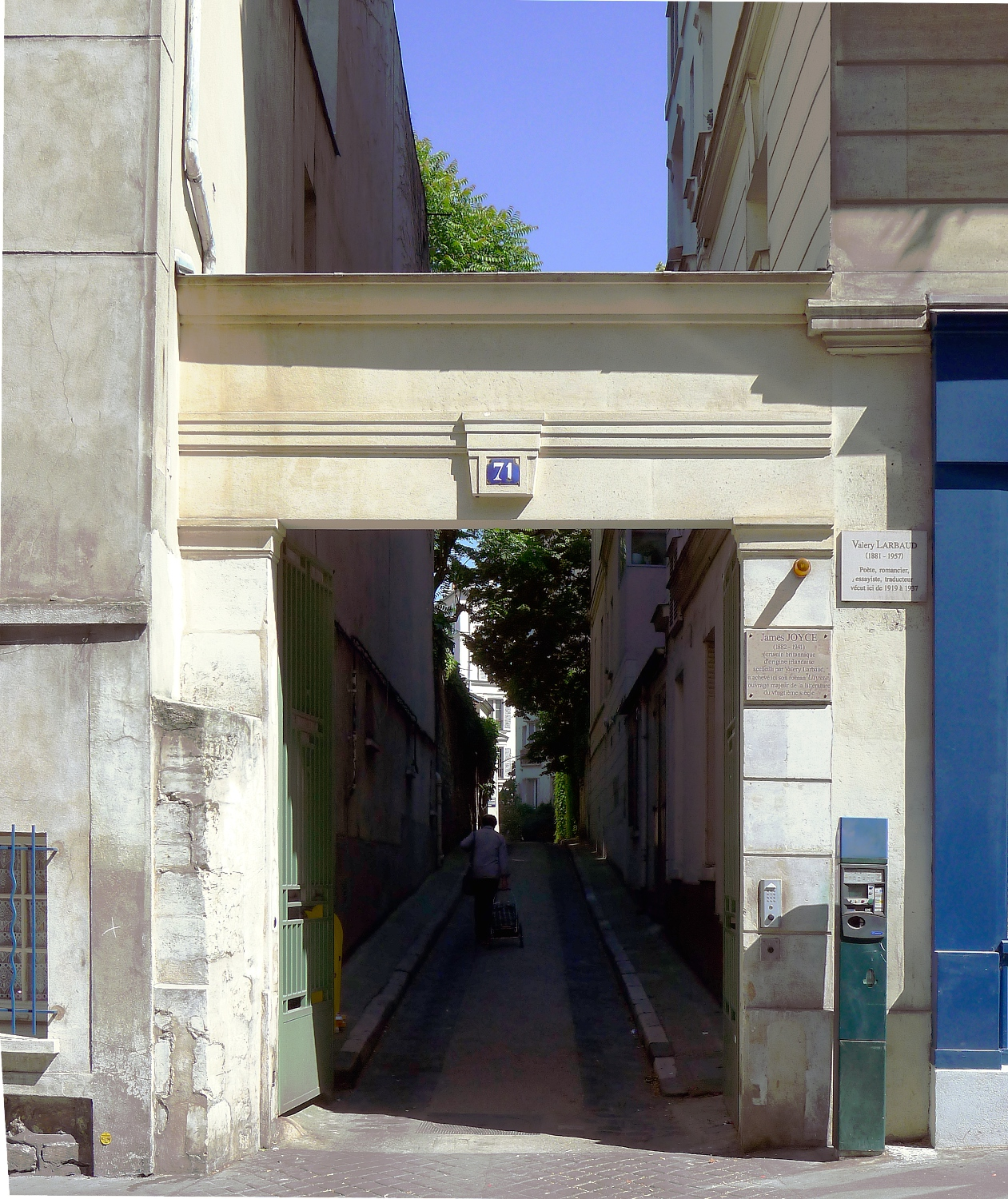
Passage privé au no 71 où vécurent les écrivains Valery Larbaud et James Joyce entre les deux guerres mondiales.

- Au no 74, Ernest Hemingway et sa première femme, Hadley, ont vécu d'août 1922 à janvier 1923 dans un petit appartement du 3e étage. La façade est ornée d'une plaque commémorative sur laquelle est gravée une phrase d'Hemingway extraite de Paris est une fête :

« Tel était le Paris de notre jeunesse / au temps où nous étions très pauvres et très heureux. »

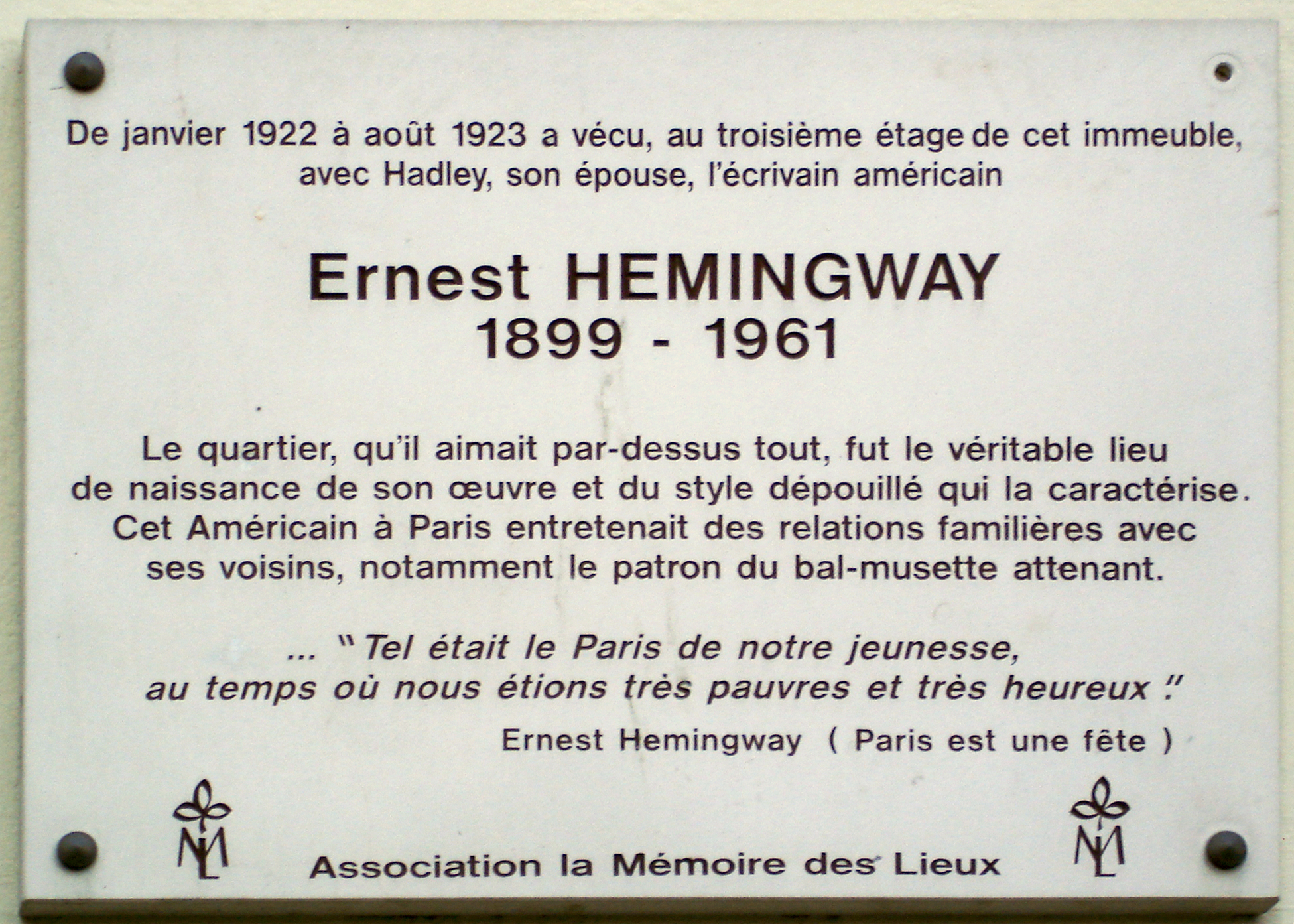
Plaque fixée sur la façade du no 74.

- Au no 77, ancien couvent des Prêtres de la doctrine chrétienne. Comme au no 65, le bâtiment a été repris, en sous-œuvre, pour compenser l’abaissement de la rue[2].
- Les passages et les cours. Dans le haut de la rue surtout se trouvent de petites maisons d'un ou deux étages avec courettes et jardins, très recherchées par les artistes d'avant-guerre. Au no 75 se trouve notamment l’Hôtel des Grandes Écoles. Menaçant ruine avant guerre, cet ancien meublé pour étudiants fauchés américains est devenu un lieu très couru du Quartier latin, avec ses vieilles cours pavées.

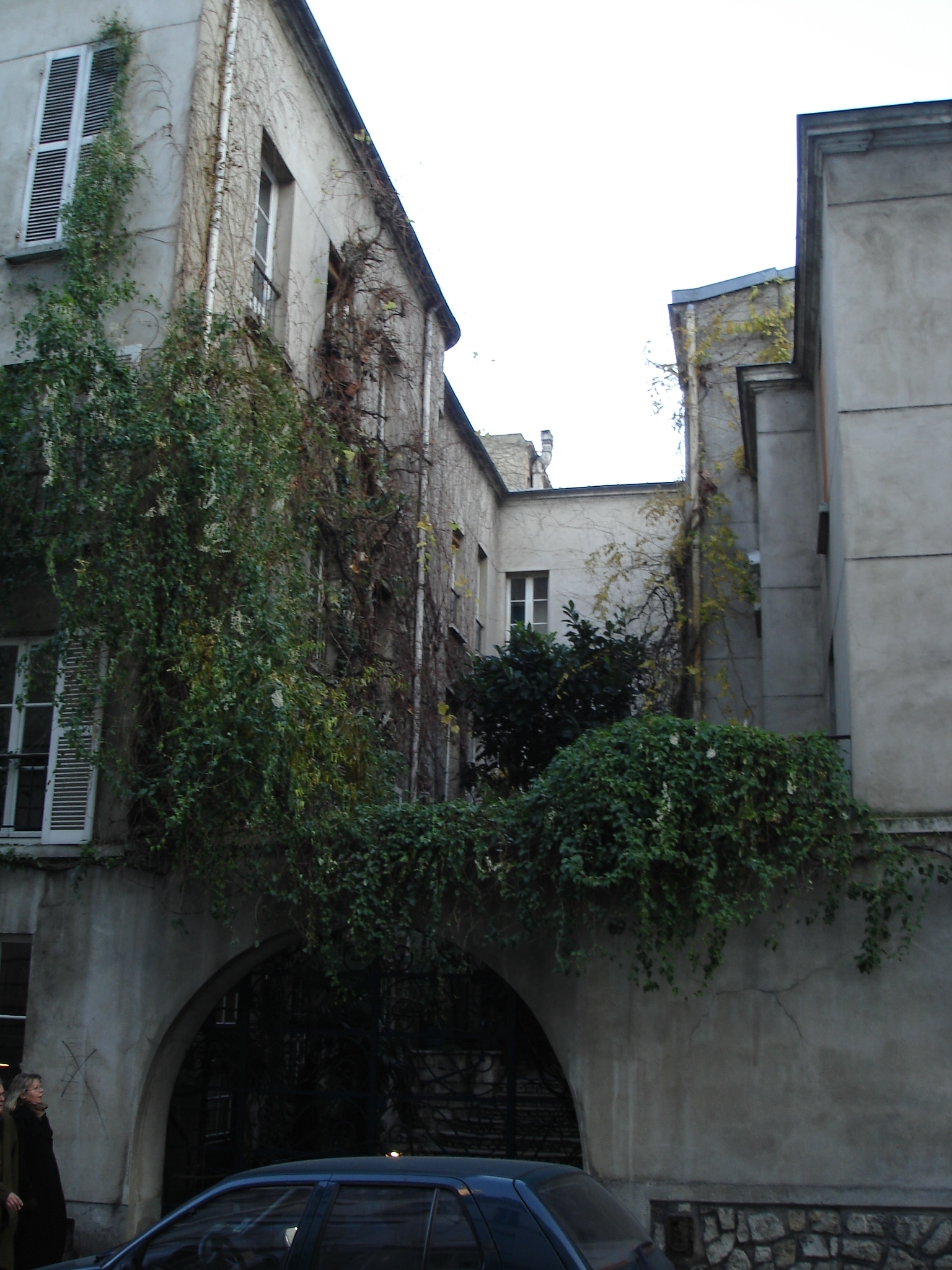
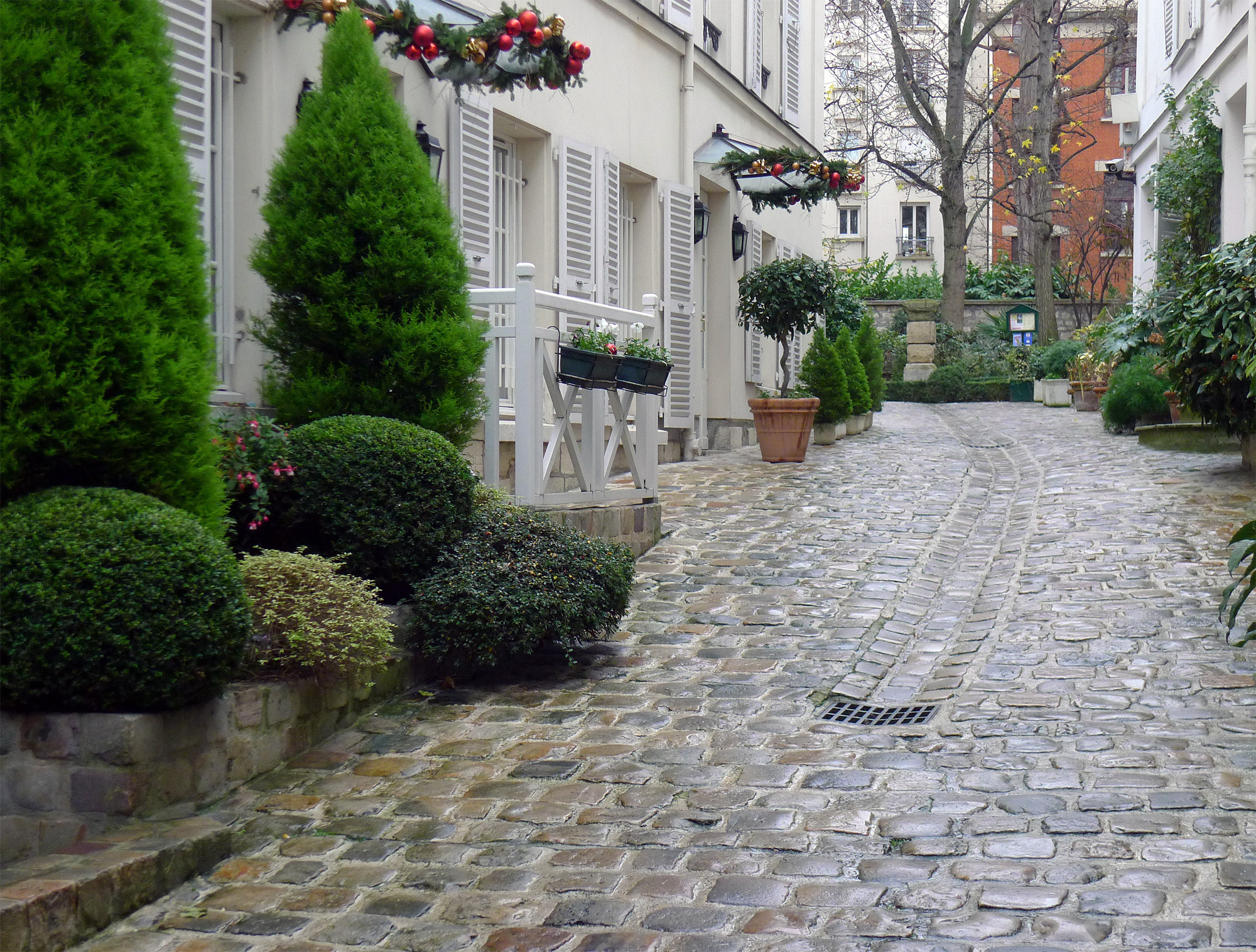
No 75.
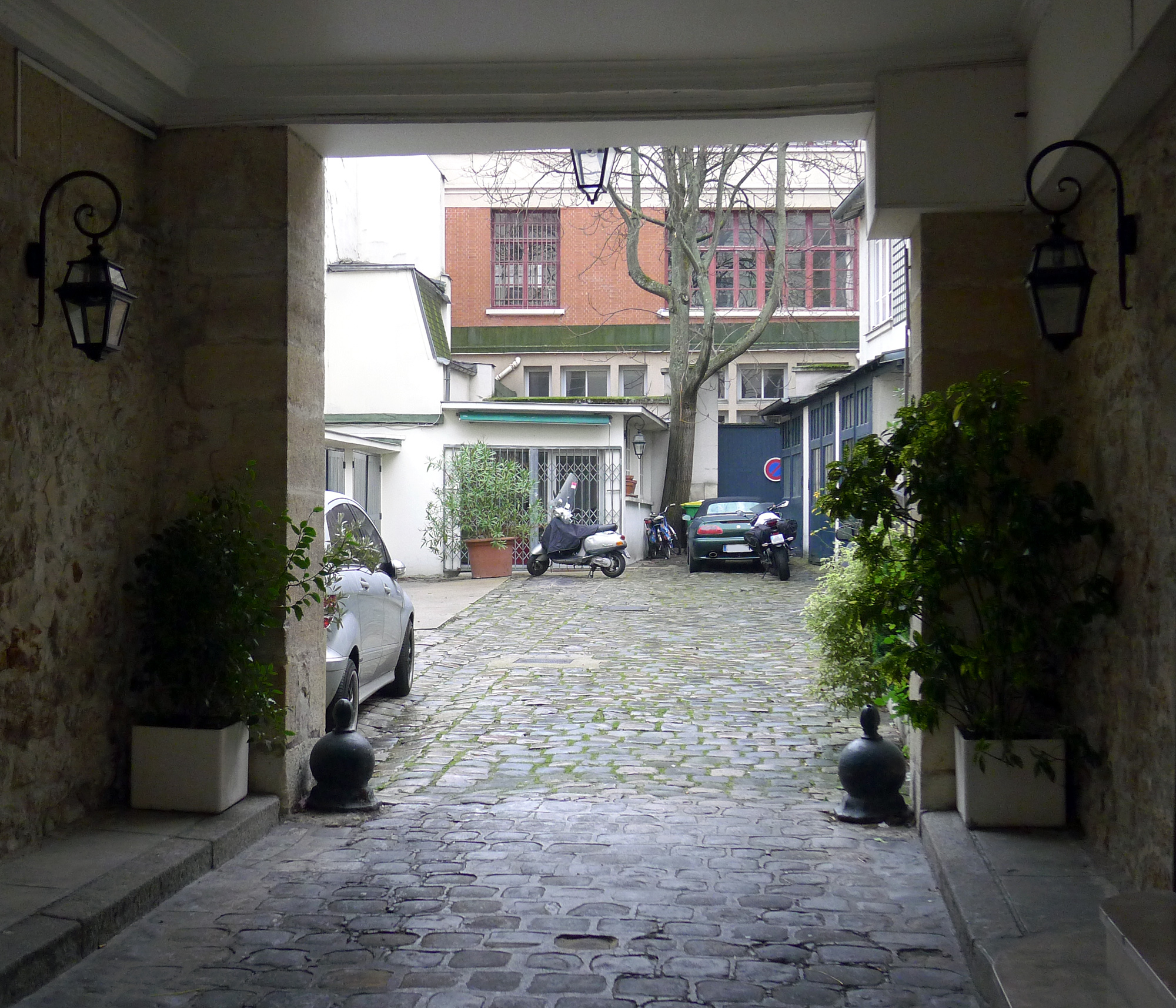
No 77.